# Hans Hermann (peintre)
Pour les articles homonymes, voir Hans Hermann.
Hans Hermann est un artiste peintre, graveur, dessinateur et professeur de dessin roumain de la minorité saxonne germanophone, né le 25 janvier 1885 à Brassó dans le Royaume de Hongrie (aujourd'hui Brașov en Roumanie), mort le 13 février 1980 à Sibiu, Roumanie.

## Biographie
Hans Hermann est né à Brașov comme fils du sculpteur Friedrich Hermann. Les deux parents sont originaires de la ville transylvaine de Sighișoara, d'ancêtres artisans et pasteurs évangéliques. C'est dans l'atelier de son père que Hermann fait la connaissance de matières pour peindre, dessiner et modeler, ce à quoi il est également encouragé. À Brașov, Hans Hermann fréquente l'école élémentaire allemande puis le collège allemand. Parmi ses maîtres de dessin, on compte le pédagogue, peintre et dessinateur Ernst Kühlbrandt (1891–1975), mais envers lequel il ne développa pas de relation maître-élève. Il en va de même avec d'autres artistes peintre de son époque, comme Carl Dörschlag (1837–1917), Octavian Smigelschi (1867–1912), Arthur Coulin (1869–1912) et Friedrich Mieß, qu'il visite fréquemment dans leur atelier respectif.
Après le baccalauréat, Hans Hermann décide d'apprendre le métier de maître de dessin. Pour ce, il étudie de 1903 à 1907 au département pour professeurs de dessin de l'Académie des Beaux-Arts de Budapest (Képzőművészeti Föiskola). Il y est entre autres l'élève de László Hegedus, Tivadar Zemplényi et Aladar Edvi-Jllés. À Budapest, il obtient son diplôme d'enseignant. Jusqu'au début de la Première Guerre Mondiale, il enseigne au lycée allemand de Mediaș, puis, de 1918 à 1949 au lycée national Brukental de Sibiu.

## Œuvre
L'œuvre du jeune Hans Hermann se caractérise par les lignes courbes et l'absence de perspective de la Sécession viennoise. Le dessin « Die Musik der Kronstädter Berge » (« La musique des montagnes de Brașov »  démontre cependant que le Symbolisme ne lui est pas inconnu. La révolution des Beaux Arts qui a lieu au début du XXe siècle intéresse également Hans Hermann, qui approfondit les nouvelles théories de l'art. Cependant, il arrive à la conclusion que l'art abstrait, sans objet mène forcément dans une impasse. Cela n’empêche pas que certaines de ses œuvres portes des traits expressionnistes comme la gravure sur bois de 1922 Friedhof in Poiana (« Cimetière à Poiana »).
Hans Hermann participe à la Première Guerre mondiale en tant que lieutenant volontaire dans l'armée impériale-royale, en Volhynie et en Istrie, à l'époque faisant partie de la monarchie austro-hongroise. Contrairement à ses contemporains, Ludwig Hesshaimer, Hans Eder, Fritz Kimm, la guerre n'a pas influencé son œuvre.
Après s'être établi à Sibiu, Hermann se consacre principalement aux peintures de paysages, genre qui était devenu une tradition à cet endroit et qui avait du succès auprès du public. Ses paysages sont réalistes et enveloppés d'une touche romantique. Ainsi il peint des paysages de nature intacte, souvent des paysages de montagne hivernaux couverts de neige, ou des images d'automne poétiques, mais aussi les lieux emblématiques de villes saxonnes de Transylvanie. À cela s'ajoutent des portraits de paysannes saxonnes en costumes traditionnels rendus de façon scrupuleusement soignée ainsi que des scènes de la vie quotidienne au village. Sa technique de prédilection es la peinture à l'huile sur bois.
Un autre champ d'activité artistique est la gravure. En 1911, il achète en Autriche une presse à taille-douce qui restera longtemps la plus grande en Hongrie puis en Roumanie. Il s'est essayé à toutes les techniques de la taille-douce, mais également à la gravure sur bois, la linogravure et la lithographie. Les motifs restent les mêmes que dans ses peintures à l'huile.
Après la Seconde Guerre mondiale, quand la Roumanie devient une république populaire, Hermann reprend la direction de la filiale de Sibiu de l'union des artistes, qu'il occupera jusqu'en 1966. Dans les premières années de l'après-guerre, il peint dans le style dominant du réalisme socialiste des ouvriers et des paysans de coopératives de production agricoles, une phase qu'il laissera derrière lui assez rapidement: il retourne ensuite à ses méthodes éprouvées et participe à des expositions en Roumanie et à l'étranger. Dans la seconde moitié de sa vie, il reçoit de nombreuses distinctions.

## Expositions
- 1921 – Première exposition dans la Galerie Maison d’Art, Bucarest
- 1924 – Exposition personnelle dans la galerie de Mediaș
- 1929, 1930 – Exposition personnelle dans la Maison bleue, Sibiu
- 1930, 1931 – Exposition personnelle dans le Salon Amelang et dans le „Verein bildender Künstler“, Berlin; ensuite dans le salon Artaria, Vienne
- 1937 – Exposition personnelle dans le hall du théâtre Comedia, Bucarest
- 1939 – Exposition personnelle dans le salon Dalles, Bucarest
- 1942 – Participation à la première grande exposition itinérante "Artistes allemands de Roumanie": Neues Museum, Stuttgart; Kunstsaal, Sarrebruck, Thionville (organisé par le Gauverband Württemberg des Volksbundes für das Deutschtum im Ausland im Ehrenmal der deutschen Leistung im Ausland)
- 1944 – Participation à la deuxième grande „Exposition d'art. Artistes allemands de Roumanie“, Künstlerhaus, Vienne et Salzbourg, ensuite dans la Grande Salle du château de Wrocław.
- 1947 – 1957 – Participation à l'ensemble des expositions locales et régionales de l'union des artistes roumains à Sibiu, Brașov et Cluj-Napoca
- 1955 – Grande exposition personnelle de ses œuvres (150 peintures et gravures) dans la salle Fondul-Plastic, Bucarest
- 1952–1957 – Participation aux expositions d'art officielles représentatives roumaines en Bulgarie, Finlande, Chine, Argentine, Mexique et Albanie
- 1968–1979 – Participation aux expositions régionales de l'union des artistes à Sibiu

## Distinctions
- 1937 – Prix d'État pour gravure
- 1954 – Médaille de travail (Medalia Muncii)
- 1965 – Médaille et titre „Artiste méritant du peuple“ pour sa longue activité en tant qu'artiste
- 1968 – Décoré de l'ordre du travail de 2nde classe pour "travail exceptionnel au niveau culturel et artistique"
- 1969, 1971, 1972, 1973 – Diplômes d'honneur du conseil culturel pour son activité en tant qu'artiste